# Romualdo Real
Romualdo Real González (1880-1959) fue un periodista español con sede principal en San Juan de Puerto Rico que fundó algunos periódicos importantes en este país. Nació en 1880 en Santa Cruz de Tenerife, Islas Canarias. Tras trasladarse a Puerto Rico en el año 1902, fundó y dirigió el semanario “La República Española”. Junto a sus hermanos, uno de los cuales fue el también destacado periodista Cristóbal Real, fundó el periódico “El Mundo” entre 1919 y 1920 y la revista “Puerto Rico Ilustrado”, bajo la firma de "Hermanos Real". En "El Mundo", en 1939, demostró un gran apoyo al régimen franquista.
En 1914 contrajo matrimonio con Ana María Hernández Usera, hija del presidente de la Corte Suprema de Puerto Rico José Conrado Hernández y de Ángela Usera. Al fallecer su esposa en 1924, regresó a las Islas Canarias. Estando allí contrajo matrimonio con María Asunción Hernández. En Tenerife, entre 1927 y 1932 participó en la constitución del periódico vespertino "La Tarde" junto a su hermano Matías Real González, Víctor Zurita Soler y Francisco Martínez Viera, aunque no llegaría a desempeñar funciones de dirección. Mantuvo una posición mayoritaria en el capital social de "La Tarde" hasta el año 1951, momento en el que se desvincularía definitivamente de la empresa. 
El 9 de julio de 1959 efectuó un viaje fuera de la isla, sorprendiéndole la muerte en su ciudad natal el 4 de septiembre de ese año. Real publicó muchos escritos, destacando entre sus obras más conocidas "Una paz que derrota y una guerra que redime" (1937), "Llamas y glorias de la España eterna" (1938) y "La senda iluminada" (1948). Sus obras completas fueron publicadas en 1964.